# (21809) 1999 TG19
1999 تي جي 19 (ويعرف أيضًا باسم (21809) 1999 تي جي 19 وفق تسمية الكوكب الصغير) (بالإنجليزية: 1999 TG19)‏ هو كويكب ضمن حزام الكويكبات؛ وترتيبه 21809 من حيث الاكتشاف.
اكتُشف هذا الجُرم الفلكي بواسطة دنيس ك. تشيسني في 15 أكتوبر 1999.

## وصلات خارجية
- (21809) 1999 TG19 في قاعدة بيانات مختبر الدفع النفاث لأجرام النظام الشمسي الصغيرة

- الاكتشاف · مخطط المدار ·  العناصر المدارية · المعلمات المادية

- (21809) 1999 TG19 على موقع ويكي سكاي: DSS2, SDSS, GALEX, IRAS, Hydrogen α, X-Ray, Astrophoto, Sky Map, Articles and images